# 大島弓子選集
『大島弓子選集』（おおしまゆみこせんしゅう、The Anthology of Yumiko O-SHIMA）は、大島弓子の漫画作品集である。1985年（昭和60年）から1995年（平成7年）にかけて、朝日ソノラマから刊行された。B6判ソフトカバー愛蔵本、全16巻。
版元の朝日ソノラマが2007年（平成19年）9月30日に廃業、会社清算したことにより、全巻が絶版となっている。

## 概要
キャッチコピーは「あたたかいセリフ、わすれられないキャラクター。大島弓子が見つめると、ふつうの毎日がドラマの連続に!!」。
第1期（1巻 - 10巻）は1985年から1986年にかけて初版発行。1968年のデビュー作から1985年までの作品を収録する。帯の色は銀色。
第2期（11巻 - 16巻）は1995年に初版発行。1984年から1993年までの作品を収録する。帯の色は金色。
装丁は『ガロ』などのエディトリアルデザインで知られるデザイナーの羽良多平吉が手がけた。全巻揃えて並べると背表紙の絵が1枚のイラストとしてがつながるようデザインされているが、この手法は羽良多が『ガロ』でも用いたものである。本の天地と小口は黒く着色されており、本のサイズの3分の1ほどを占める太い帯には、各巻の収録作品から取った台詞などがキャッチコピーとして書かれている。なお羽良多は、大島が長年在住し作品の舞台ともなった吉祥寺の出身である。

## 収録作品
各巻の巻末に「書き下ろしマンガエッセイ」として、収録作品について作者が解説や感想を述べるコーナーがあり、同時期に描かれた選集未収録作品についての言及もある。
作品の収録順は、ほぼ発表年順に準じているが、ページ数など収録の都合で一部前後しているものもある。
各作品については、個別記事および「大島弓子#漫画」を参照のこと。

### 第1期

#### 第1巻「誕生」
- 1986年刊行。ISBN 4-257-90065-2
- 1968年から1971年までの作品を収録。デビューを飾った『マーガレット』中心。
- 帯のコピーは「もう三年にもなります　シモンはまだみつかりません」。
- 「大島弓子全マンガ作品リスト」が付属する[5]

1. ポーラの涙 - デビュー作
2. ペールの涙
3. デイトははじめて
4. フランツとレーニ
5. 詩子とよんでもういちど
6. 男性失格
7. 誕生!
8. 夏子の一日
9. あしたのともだち
10. みち子がきた日

#### 第2巻「ミモザ館でつかまえて」
- 1986年刊行。ISBN 4-257-90066-0
- 1972年から1973年までの作品を収録。この頃から『少女コミック』へ発表の場を移す。
- 帯のコピーは「しゃわせなんてーのは　ここちよいお湯につかって　最初に気がついた一瞬のもの」。

1. さよならヘルムート
2. 鳥のように
3. 星にいく汽車
4. わたしはネプチューン
5. なごりの夏の
6. 雨の音がきこえる
7. 風車
8. つぐみの森
9. ミモザ館でつかまえて

#### 第3巻「ジョカへ」
- 1986年刊行。ISBN 4-257-90067-9
- 1973年から1974年までの作品を収録。
- 帯のコピーは「ジョカ、元気?　ぼくは病気だよ」

1. 春休み
2. ジョカへ…
3. 花! 花! ピーピー草…花!
4. 野イバラ荘園
5. 季節風にのって
6. ロジオン ロマーヌイチ ラスコーリニコフ -罪と罰より-
7. キララ星人応答せよ

#### 第4巻「ほうせんか・ぱん」
- 1986年刊行。ISBN 4-257-90068-7
- 1974年から1976年までの作品を収録。
- 帯のコピーは「アレクサンダー　あしたもあさってもそのつぎも　おねがいよね」

1. 海にいるのは…
2. ほうせんか・ぱん
3. ほたるの泉
4. 銀の実を食べた
5. わがソドムへどうぞ
6. F式蘭丸
7. 10月はふたつある
8. リベルテ144時間
9. ヨハネがすき

#### 第5巻「いちご物語」
- 1986年刊行。ISBN 4-257-90069-5
- 1975年の連載『いちご物語』を1冊に収録。
- 帯のコピーは「いちごちゃん　いっしょに養老院に入りましょうよ　ねっねっ　いちごちゃん」

1. いちご物語

#### 第6巻「全て緑になる日まで」
- 1986年刊行。ISBN 4-257-90070-9
- 1976年の作品を収録。
- 帯のコピーは「勇気出して、肩の力ぬいて、伝えたい言葉。」

1. 全て緑になる日まで
2. アポストロフィーS
3. ローズティー・セレモニー
4. おりしもそのときチャイコフスキーが
5. 七月七日に
6. きゃべつちょうちょ
7. さようなら女達

#### 第7巻「バナナブレッドのプディング」
- 1986年2月28日刊行。ISBN 4-257-90071-7[1]
- 1977年 - 1978年の作品を収録。この頃から『セブンティーン』への発表が増える。
- 帯のコピーは「わたしにも　理想の男性像があったわ」

1. いたい棘いたくない棘
2. 夏のおわりのト短調
3. バナナブレッドのプディング
4. シンジラレネーション
5. ページワン - 水彩着色によるイラストストーリー

#### 第8巻「四月怪談」
- 1986年1月31日刊行。ISBN 4-257-90072-5[2]
- 1978年 - 1981年の作品を収録。
- 帯のコピーは「女の子って　やっかいだけど　とっても純情。」

1. ヒーヒズヒム
2. 草冠の姫
3. パスカルの群れ
4. たそがれは逢魔の時間
5. 四月怪談
6. 赤すいか黄すいか
7. 雛菊物語
8. 裏庭の柵をこえて

#### 第9巻「綿の国星」
- 1985年刊行。ISBN 4-257-90073-3
- 1978年 - 1980年の作品を収録。『綿の国星』連載開始により『LaLa』への発表が増える。
- 帯のコピーは「ペーパードリームランド!!」

1. 綿の国星
2. 綿の国星 ペルシャ
3. 綿の国星 シルク・ムーン・プチ・ロード
4. 綿の国星 ミルクパン・ミルククラウン
5. 綿の国星 カーニバル ナイト
6. 綿の国星 ピップ・パップ・ギー
7. 綿の国星 日曜日にリンス
8. 綿の国星 苺苺苺苺 バイバイマイマイ

#### 第10巻「ダリアの帯」
- 1985年刊行。ISBN 4-257-90074-1
- 1982年 - 1985年までの作品を収録。『プチフラワー』『ぶ〜け』への発表が増える。
- 帯のコピーは「そっとやさしく伝わる　愛がすきです!!」

1. 桜時間
2. 金髪の草原
3. 夢虫・未草（ゆめむし・ひつじぐさ）
4. 水枕羽枕
5. あまのかぐやま
6. わたしの〆切あとさきLIFE - コミックエッセイ。
7. 快速帆船
8. ノン・レガート
9. ダリアの帯

同時期の作品のうち『密造アップルサイダー』（1982年、『別冊LaLa』SUMMER号）は未収録。収録されなかった理由は不明。

### 第2期
『LaLa』で連載していた『綿の国星』を除き、2期は『ASUKA』への発表作品が中心。

#### 第11巻「ロングロングケーキ」
- 1995年刊行。ISBN 4-257-90228-0
- 1984年 - 1987年までの作品を収録。
- 帯のコピーは「あなたの理想の朝を　具体化してみました」

1. サマタイム
2. サヴァビアン
3. 乱切りにんじん
4. ジギタリス
5. 秋日子かく語りき
6. ロングロングケーキ
7. 庭はみどり川はブルー

#### 第12巻「夏の夜の獏」
- 1995年刊行。ISBN 4-257-90229-9
- 1987年 - 1988年までの作品を収録。
- 帯のコピーは「ま　とりあえず　楽しいからいいや」

1. 水の中のティッシュペーパー
2. 夏の夜の獏
3. 山羊の羊の駱駝の
4. つるばらつるばら
5. 月の大通り - サバシリーズ連作

#### 第13巻「ダイエット」
- 1995年刊行。ISBN 4-257-90230-2
- 1989年 - 1990年までの作品を収録。
- 帯のコピーは「あたしははじめて　食べ物を『おいしい』とおもった」

1. アンブラッセ - サバシリーズ連作
2. ダイエット
3. 毎日が夏休み
4. サバの秋の夜長 - サバシリーズ連作
5. わたしの屋根に雪つもりつ - サバシリーズ連作

#### 第14巻「サバの夏が来た」
- 1995年刊行。ISBN 4-257-90231-0
- 1990年 - 1992年までの作品を収録。
- 帯のコピーは「こういう生活　ずーっとつづいたらいいなあ」

1. サバの夏が来た - サバシリーズ連作
2. 恋はニュートンのリンゴ
3. すばらしき昼食 - サバシリーズ連作
4. 大きな耳と長いしっぽ - サバシリーズ連作
5. サバの天国と地獄 - サバシリーズ連作

#### 第15巻「綿の国星 2」
- 1995年刊行。ISBN 4-257-90232-9
- 1980年 - 1983年発表の10話を収録。
- 帯のコピーは「あたしいつか　金の鈴　買ってもらっちゃうんだ」

1. 綿の国星 八十八夜
2. 綿の国星 葡萄夜
3. 綿の国星 毛糸弦
4. 綿の国星 夜は瞬膜の此方
5. 綿の国星 猫草
6. 綿の国星 かいかい
7. 綿の国星 ド・シー
8. 綿の国星 ペーパーサンド
9. 綿の国星 チャコールグレー
10. 綿の国星 晴れたら金の鈴

#### 第16巻「綿の国星 3」
- 1995年刊行。ISBN 4-257-90233-7
- 1984年 - 1987年発表の作品を収録。
- 帯のコピーは「あたしも　世界中全部が一番　すきだと思う」

1. 綿の国星 お月様の糞
2. 綿の国星 ばら科
3. 綿の国星 ギャザー
4. 綿の国星 ねのくに
5. 綿の国星 椿の木の下で
6. ジィジィ - 綿の国星とは無関係な読み切り作品。

シリーズ最後の作品「椿の木の下で」までを収録。『綿の国星』は読み切り形式だが、全体のストーリーとしては完結しておらず、この作品をもって未完に終わっている。